# Берава (гміна)
Гміна Берава (пол. Gmina Bierawa) — сільська гміна у південно-західній Польщі. Належить до Кендзежинсько-Козельського повіту Опольського воєводства.
Станом на 31 грудня 2011 у гміні проживало 7770 осіб.

## Територія
Згідно з даними за 2007 рік площа гміни становила 119.24 км², у тому числі:
- орні землі: 23.00%
- ліси: 61.00%

Таким чином, площа гміни становить 19.07% площі повіту.

## Населення
Станом на 31 грудня 2011:
| Опис     | Загалом | Загалом | Чоловіки | Чоловіки | Жінки | Жінки |
| -------- | ------- | ------- | -------- | -------- | ----- | ----- |
| одиниця  | осіб    | %       | осіб     | %        | осіб  | %     |
| все      | 7770    | 100     | 3735     | 48.07    | 4035  | 51.93 |
| міське   | 0       | 100     | 0        |          | 0     |       |
| сільське | 7770    | 100     | 3735     | 48.07    | 4035  | 51.93 |

## Сусідні гміни
Гміна Берава межує з такими гмінами: Кендзежин-Козьле, Кузня-Рациборська, Рудзінець, Сосніцовіце, Цисек.